# Jesper Helledie
Jesper Helledie (9 de mayo de 1954) es un deportista danés que compitió en bádminton, en la modalidad de dobles.
Ganó una medalla de oro en el Campeonato Mundial de Bádminton de 1983 y una medalla de oro en el Campeonato Europeo de Bádminton de 1986.

## Palmarés internacional
| Campeonato Mundial | Campeonato Mundial     | Campeonato Mundial | Campeonato Mundial |
| Año                | Lugar                  | Medalla            | Prueba             |
| ------------------ | ---------------------- | ------------------ | ------------------ |
| 1983               | Copenhague (Dinamarca) | Medalla de oro     | Dobles             |
| Campeonato Europeo |                        |                    |                    |
| Año                | Lugar                  | Medalla            | Prueba             |
| 1986               | Uppsala (Suecia)       | Medalla de oro     | Dobles             |